# Blanche Deschamps-Jéhin
Blanche Deschamps-Jéhin, nata Marie-Blanche Deschamps (Lione, 18 settembre 1857 – Parigi, giugno 1923), è stata un mezzosoprano francese.

## Biografia
Marie-Blanche Deschamps-Jehin nel 1874 è una delle "cugine" alla prima assoluta di Giroflé-Girofla di Charles Lecocq al Théâtre des Fantaisies-Parisiennes di Bruxelles ed a Londra.
Nel 1879 è Mignon di Ambroise Thomas al La Monnaie/De Munt di Brixelles dove nel 1881 crea il personaggio del titolo in Hérodiade, la cui prima assoluta si tenne alla presenza dei Sovrani del Belgio; nel 1883 interpreta i ruoli di Marthe/Panthalis nella ripresa di (Méphistophélès), nel 1884 quello di Uta nella prima assoluta di Sigurd di Ernest Reyer e nel 1885 Magdalene in Les maîtres chanteurs de Nuremberg (Die Meistersinger von Nürnberg).
Sempre nel 1885 canta nella prima assoluta di Une nuit de Cléopâtre di Victor Massé all'Opéra-Comique di Parigi dove nel 1886 canta nella prima assoluta di Plutus di Lecocq seguita dalla seconda fata in La flûte enchantée (Die Zauberflöte) con Emma Calvé, prima pastorella in Le pardon de Ploërmel (Dinorah) di Giacomo Meyerbeer e Marguerite nella prima assoluta di Egmont di Gaston Salvayre.
Nel 1887 è Marthe in Méphistophélès a Nantes e nel 1888 all'Opéra-Comique è Margared nel successo della prima assoluta di Le roi d'Ys di Édouard Lalo.
Nel 1889 al Grand Théâtre de Monte Carlo diretta da Léon Jehin è la contessa Ceprano/paggio in Rigoletto, la protagonista in Carmen, Léonore ne La favorita e Margared ne Le roi d'Ys.
Nel 1890 a Montecarlo diretta da Jehin è Gertrude in Hamlet di Thomas con Nellie Melba, Pygmalion in Galathée di Massé.
Nel 1891 all'Opéra-Comique è Mallika in Lakmé di Léo Delibes e Hubertine nella prima assoluta di Le rêve di Alfred Bruneau.
Nel 1892 al Palais Garnier di Parigi è Hedwige in Guglielmo Tell, Fides in Le prophète di Meyerbeer e Dalila in Samson et Dalila, a Montecarlo Dalila in Samson et Dalila diretta da Jehin ed al Royal Opera House, Covent Garden di Londra Genièvre nella prima assoluta di Elaine di Herman Bemberg diretta da Jehin con la Melba, Jean de Reszke ed Édouard de Reszke.
Nel 1893 al Palais Garnier è Fricka ne La walkyrie (Die Walküre).
Nel 1894 a Montecarlo diretta da Jehin è Ortrude in Lohengrin e la protagonista nella prima assoluta di Hulda di César Franck con Paul Lhérie, inoltre interpretò il ruolo di Marthe nel Faust al Palais Garnier Marthe (alla presenza di Marie Caroline Miolan-Carvalho).
Nel 1895 a Montecarlo diretta da Jehin è Elizabeth I in Amy Robsart di Isidore De Lara, Marthe/Panthalis in Méphistophélès, canta nella prima assoluta di  La jacquerie di Lalo e Haine in Armide (Gluck).
Nel 1896 al Palais Garnier è Léonore ne La Favorita con Carlotta Zambelli e Gertrude in Hamlet con la Melba ed a Montecarlo diretta da Jehin Azucena ne Il trovatore con Francesco Tamagno, Gudrune nella prima assoluta di Ghiselle di Franck e Brangaine in Tristan und Isolde.
Nel 1897 al Palais Garnier è Véronique nella prima assoluta di Messidor di Bruneau ed in Aix-les-Bains diretta da Jehin Brangaine in Tristan und Isolde.
Nel 1898 a Montecarlo diretta da Jehin è Nancy-Betsy-Julia in Martha di Friedrich von Flotow.
Nel 1899 all'Opéra-Comique è m.me de la Haltière nel successo della prima assoluta di Cendrillon (Massenet) diretta da Alexandre Luigini.
All'Opéra-Comique nel 1900 è mère nel successo della prima assoluta di Louise diretta da André Messager e nel 1902 m.me Jolicœur nella prima assoluta di La troupe Jolicœur di Arthur Coquard.
A Montecarlo nel 1903 canta in Le tasse di Eugène d'Harcourt e Hérodiade diretta da Jehin con la Calvé e Tamagno e nel 1904 Nicklausse in Les contes d'Hoffmann diretta da Jehin.
Nel 1905 a Montecarlo è baronne nel successo della prima assoluta di Chérubin di Massenet diretta da Jehin con Mary Garden e Lina Cavalieri e Pallas in Hélène di Camille Saint-Saëns diretta da Pietro Mascagni ed al Teatro romano di Orange Marta in Mefistofele con Lina Cavalieri, Amedeo Bassi e Fëdor Šaljapin.
Nel 1909 a Montecarlo diretta da Jehin è Fricka in L'or du Rhin (Das Rheingold) ed Erda in Sigfrido.
Nel 1911 a Bruxelles è Julcza in L'amour tzigane (Zigeunerliebe) di Franz Lehár.